# Noruec
El noruec és una llengua parlada a Noruega. Provinent de l'antic nòrdic, és d'arrels germàniques i més concretament escandinaves.
De la mateixa manera que passa amb altres llengües, té dos sistemes d'escriptura (a vegades vistos, fins i tot, com a llengües diferents), el bokmål i el nynorsk. El primer (a voltes conegut com a danonoruec), és el fruit de la norueguització del danès tal com es parlava a l'àrea d'Oslo al moment de la independència mentre que el segon està basat en els dialectes tradicionals de l'oest del país, lliures d'influència danesa, recopilats per Ivar Aasen. És per aquesta raó que la seva classificació és complicada: el nynorsk pertany a la branca occidental de les llengües germàniques (juntament amb les llengües insulars: feroès, islandès i l'antic norn) mentre que el bokmål pertany a la branca oriental, com el danès i el suec, amb els quals és intel·ligible (hom arriba a anomenar el noruec bokmål com a danès pronunciat a la sueca).
Tots dos sistemes fan servir l'alfabet llatí, amb 3 lletres addicionals, que es col·loquen al final de l'alfabet: æ, ø i å (iguals que al danès, i corresponent a les sueques ä, ö i å). A més es disposa de les següents lletres amb diacrítics: à ä ç é è ê ñ ó ò ô ü. Per contra, les lletres c, q, w, x i z no s'empren gairebé mai, i resten restringides a mots d'origen estranger.
Com les altres llengües escandinaves, el noruec empra l'article definit enclític, tant per al singular com per al plural. La següent taula mostra exemples referents al bokmål no conservador (allunyat del riksmål), amb mots dels tres gèneres: bil (masculí), bok (femení) i hus i vindu (neutres). En negreta s'hi ressalta el que distingeix el nombre i determinació del nom en qüestió:
| en bil (un cotxe)       | bilen (el cotxe)      | biler (uns cotxes)       | bilene (els cotxes)      |
| ei bok (un llibre)      | boka (el llibre)      | bøker (uns llibres)      | bøkene (els llibres)     |
| et hus (una casa)       | huset (la casa)       | hus (unes cases)         | husene (les cases)       |
| et vindu (una finestra) | vinduet (la finestra) | vinduer (unes finestres) | vinduene (les finestres) |

## Història

### Del nòrdic antic a les diferents llengües escandinaves

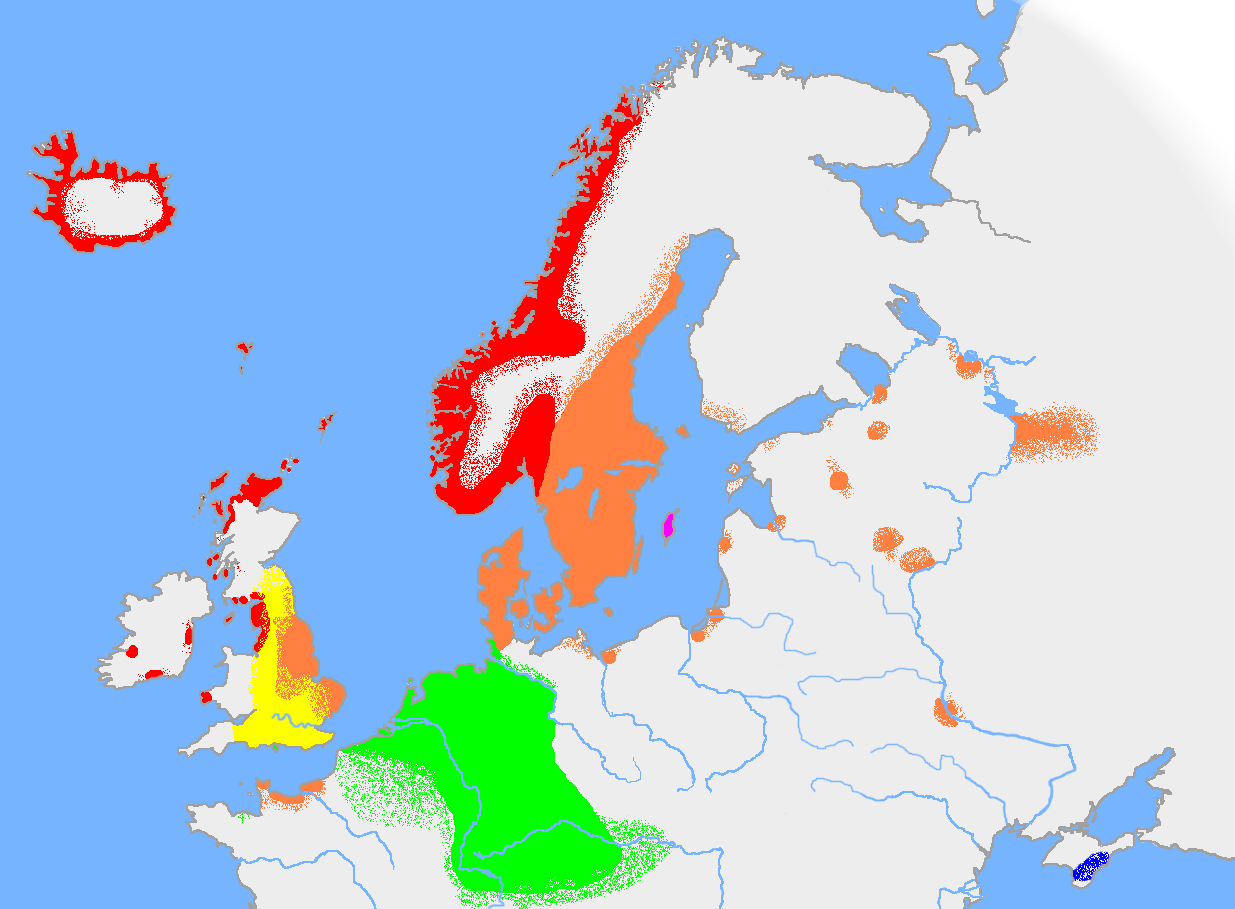
Estensió aproximada del nòrdic antic i llengües properes a principi del.
L'àrea vermella representa la distribució del dialecte "nòrdic antic occidental" i la taronja, la del "nòrdic antic oriental". L'àrea rosa és el gotlandès antic i l'àrea verda senyala l'estensió d'altres llengües germàniques que encara eren mútuament intel·ligibles amb el nòrdic antic.

Les llengües parlades avui dia a Escandinàvia es desenvoluparen a partir del nòrdic antic, l'extensió del qual no diferia gaire de les àrees on avui es parla danès, noruec i suec. De fet, els comerciants vikings van estendre la llengua per Europa fins a Rússia, i van fer del nòrdic antic una de les llengües més esteses en aquell temps. Segons la tradició, el rei Harald I portà la unitat a Noruega el 872. En aquella època es feia servir un alfabet rúnic. D'acord amb els escrits trobats a les taules de pedra d'aquest període històric, la llengua mostrava una notable falta de desviació entre diferents regions. Les runes s'havien estat fent servir des del segle iii. Al voltant de l'any 1030 el cristianisme arribà a Noruega, portant amb ell l'alfabet llatí. Els primers manuscrits noruecs que empraren aquest nou alfabet començaren a aparèixer un segle després, per la mateixa època en què el noruec començà a diferenciar-se dels seus veïns.
Els exploradors vikings començaren a establir-se a Islàndia al segle ix, portant amb ells la llengua nòrdica antiga. Amb el pas del temps, el nòrdic antic fou diferenciant-se en dues variants: l'occidental i l'oriental. El nòrdic occidental abastava Noruega (inclosos els seus assentaments marins a Islàndia, Groenlàndia, les illes Fèroe i les illes Shetland), i l'oriental, Dinamarca i Suècia. Les llengües d'Islàndia i Noruega mantingueren la seva semblança fins aproximadament l'any 1300, quan varen convertir-se en el que avui es coneix com a islandès antic i noruec antic.
Durant el període tradicionalment datat entre el 1350 i el 1525, el noruec va patir una transició passant del noruec mitjà al noruec modern. Els majors canvis foren una simplificació de la morfologia, una sintaxi més fixa i una adopció considerable de vocabulari del mig-baix alemany. Un desenvolupament semblant pot veure's també al suec i al danès, mantenint el continu dialectal intacte a l'Escandinàvia continental. Tanmateix, no va succeir el mateix en feroès ni en islandès, per això aquestes llengües van perdre la intel·ligibilitat mútua durant aquest període.

### Dominació sueca i danesa
El 1397, la Unió de Kalmar unificà Noruega, Suècia i Dinamarca, i des del 1536 Noruega va estar dominada pel Regne de Dinamarca i Noruega. El danès es convertí en la llengua escrita més comuna entre la classe culta noruega. El danès parlat fou adoptat gradualment per l'elit urbana, al principi en els esdeveniments formals, i progressivament fou adoptant-se una varietat més relaxada per al discurs quotidià. Aquesta varietat passà per un procés de koineïtzació, que incloïa una simplificació gramatical i una pronunciació més noruega. Amb el final de la Unió, el 1814, la llengua koiné danesonoruega havia passat a ésser la llengua materna d'una part important de l'elit noruega, però la varietat més solemne (amb un so més proper al danès) seguí sent utilitzada en ocasions formals.
Poc després de la fi de la Unió amb Dinamarca, Noruega fou forçada a partir del Tractat de Kiel a entrar en una nova unió personal amb Suècia. No obstant aquesta unió, els noruecs començaren a reclamar la independència abraçant la democràcia i intentant fer complir la declaració constitucional de ser un estat sobirà. Part d'aquest moviment nacionalista es concentrà en el desenvolupament d'una llengua noruega independent. Hi va haver tres possibilitats: no fer res (llengua noruega escrita, és a dir: danès, diferent del suec), norueguitzar la llengua danesa, o construir una nova llengua nacional a partir dels dialectes noruecs moderns. La primera alternativa fou rebutjada.

### Del danès al noruec

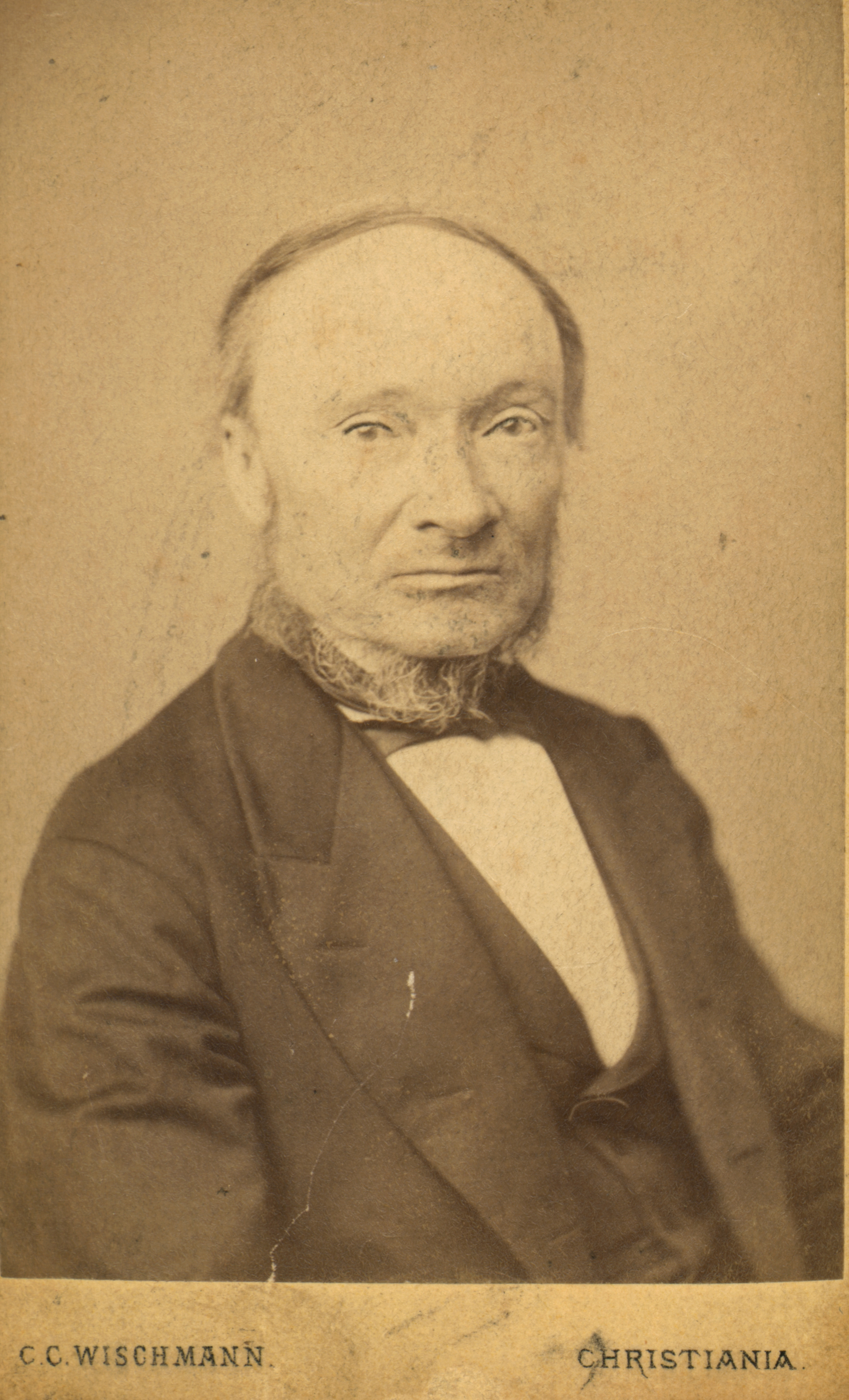
Ivar Aasen va ser el filòleg que va establir el segon estàndard d'escriptura de la llengua noruega, el landsmål (el qual posteriorment esdevindria el nynorsk).
Ivar Aasen (1813-1896) fotografiat per Carl Christian Wischmann, cap al 1871. Ørstar: Ivar Aasen-tunet.

Des de la dècada del 1840, alguns escriptors experimentaren amb un danès norueguitzat que incorporava paraules descriptives del paisatge i la vida popular noruecs, i que adoptava una sintaxi més noruega. Knud Knudsen proposà canviar l'ortografia i la flexió gramatical d'acord amb la koiné danesonoruega, coneguda com a "parla quotidiana culta". Els ajustaments en aquesta direcció foren aplicats progressivament en tres reformes oficials el 1862, el 1907 i el 1917.
Mentrestant, un moviment nacionalista lluitava pel desenvolupament d'un nou noruec escrit. Ivar Aasen, un lingüista autodidacta, començà amb només 22 anys l'empresa de crear una nova llengua noruega. Viatjà per tot el país, comparant els dialectes de diferents regions i analitzà l'evolució de l'islandès, que en gran manera havia evadit les influències que havien arribat al noruec. Aasen anomenà el seu treball, publicat en diversos llibres entre el 1848 i el 1873, landsmål (llengua nacional) així com el primer diccionari a 1850.El nom de landsmål s'interpreta de vegades com "llengua rural" o "llengua del camp", però sembla evident que aquest no era el sentit que li atorgava Aasen.
El nom de la llengua danesa a Noruega fou un tema de gran debat durant el segle xix. Els seus proposants afirmaven que es tractava de la llengua comuna de Noruega i Dinamarca, i que no era més danesa que noruega. Els partidaris del landsmål pensaven que el caràcter danès de la llengua no s'havia d'amagar. El 1899, Bjørnstjerne Bjørnson proposà el nom neutre riksmål, que, igual que landsmål, significa "llengua nacional". Aquest nom fou adoptat oficialment amb la reforma ortogràfica oficial del 1907. El nom riksmål s'interpreta de vegades com "llengua estatal", però aquest sentit és més aviat secundari, si es compara amb el riksmål danès, d'on prové el nom.
Després de la dissolució de la Unió amb Suècia el 1905, ambdues llengües van seguir desenvolupant-se i arribaren al que actualment es considera les seves formes clàssiques després de la reforma del 1917. El riksmål fou rebatejat com a bokmål ("llengua del llibre") el 1929, i del landsmål se'n digué nynorsk ("nou noruec"). Una proposta per substituir bokmål per "danesonoruec" va sortir perdent al parlament per un sol vot. El nom nynorsk, el terme lingüístic per al noruec modern, fou escollit per contrastar amb el danès i subratllar la connexió històrica amb el noruec antic. Avui dia aquest sentit pràcticament s'ha perdut i sovint s'entén com un "nou" noruec en oposició a l'"autèntic" noruec bokmål.
El bokmål i el nynorsk es feren més propers amb una reforma duta a terme el 1938, com a resultat d'una política estatal que pretenia fusionar el nynorsk i el bokmål en una sola llengua, anomenada samnorsk ("noruec comú"). Una enquesta del 1946 mostrà que aquesta política era recolzada per un 79% dels noruecs en aquella època. Tanmateix, les oposicions d'aquesta política aconseguiren crear un moviment massiu de protesta contra el samnorsk en la dècada dels cinquanta, atacant especialment l'ús de formes "radicals" als llibres de text en bokmål que es feien servir a les escoles. A la reforma del 1959, es revocà parcialment la reforma del 1938, però es modificà el nynorsk encara més cap al bokmål. Des de llavors, el bokmål ha continuat retrocedint cap al riksmål tradicional, mentre que el nynorsk encara es guia per l'estàndard del 1959. A més, una petita minoria d'entusiastes del nynorsk fa servir un estàndard encara més conservador anomenat høgnorsk. La política del samnorsk va tenir molt poca influència després del 1960, i fou oficialment descartada el 2002.

## Fonologia
El sistema sonor del noruec és semblant al del suec. Hi ha una considerable variació entre els diferents dialectes, però la varietat que normalment s'ensenya a l'estranger és l'Standard Østnorsk ("noruec estàndard oriental").

### Consonants
|             | Bilabial/ Labiodental | Bilabial/ Labiodental | Dental/ Alveolar | Dental/ Alveolar | Retrofleja/ Postalveolar | Retrofleja/ Postalveolar | Palatal | Palatal | Velar | Velar | Glotal |
| ----------- | --------------------- | --------------------- | ---------------- | ---------------- | ------------------------ | ------------------------ | ------- | ------- | ----- | ----- | ------ |
| Oclusives   | p                     | b                     | t                | d                | ʈ                        | ɖ                        |         |         | k     | g     |        |
| Nasals      | m                     | m                     | n                | n                | ɳ                        | ɳ                        |         |         | ŋ     | ŋ     |        |
| Fricatives  | f                     |                       | s                |                  | ʂ                        |                          | ç       |         | h     |       |        |
| Líquides    |                       |                       | ɾ                | l                | ɽ                        | ɭ                        |         |         |       |       |        |
| Aproximants | ʋ                     | ʋ                     |                  |                  |                          |                          | j       | j       |       |       |        |

### Vocals
| Ortografia | IPA                   | Descripció                               |
| ---------- | --------------------- | ---------------------------------------- |
| a          | /ɑ/                   | Vocal oberta posterior no arrodonida     |
| ai         | /ɑɪ/                  |                                          |
| au         | /æʉ/                  |                                          |
| e (breu)   | /ɛ/, /æ/              | Vocal semioberta anterior no arrodonida  |
| e (llarga) | /e/, /æ/              | Vocal semitancada anterior no arrodonida |
| e (dèbil)  | /ə/                   | Vocal neutra                             |
| ei         | /æɪ/, /ɛɪ/            |                                          |
| i (breu)   | /ɪ/                   | Vocal tancada anterior no arrodonida     |
| i (llarga) | /i/                   | Vocal tancada anterior no arrodonida     |
| o          | /u/ de vegades /o, ɔ/ | Vocal tancada posterior arrodonida       |
| oi         | /ɔʏ/                  |                                          |
| u          | /ʉ/, /u/              | Vocal tancada central arrodonida         |
| y (breu)   | /ʏ/                   | Vocal tancada central arrodonida         |
| y (llarga) | /y/                   | Vocal tancada anterior arrodonida        |
| æ          | /æ/, /ɛ/              | Vocal semioberta anterior no arrodonida  |
| ø          | /ø/                   | Vocal semitancada anterior arrodonida    |
| øy         | /øʏ/                  |                                          |
| å          | /ɔ/                   | Vocal semioberta posterior arrodonida    |

### Accent
El noruec és una llengua de to marginal amb dues estructures tonals (tons o accents), fetes servir per diferenciar les paraules de dues síl·labes que del contrari tindrien una pronúncia idèntica. Per exemple, en molts dialectes orientals del noruec, la paraula bønder (pagesos) es pronuncia amb el to 1, mentre que bønner (faves o oracions) és amb el to 2, com en danès. Tot i que de vegades la diferència ortogràfica permet distingir un mot d'un altre, a la majoria dels casos els parells mínims solen escriure's igual, ja que el noruec no té marques accentuals explícites. A la majoria dels dialectes orientals de to baix, l'accent 1 consisteix en un to baix i pla a la primera síl·laba, i l'accent 2, un to alt, que cau abruptament a la primera síl·laba i un to baix al començament de la segona síl·laba. En ambdós accents, aquestes variacions de to van seguides d'una pujada de caràcter entonatiu (accent sintagmàtic), la presència i intensitat de la qual indica èmfasi i es correspon amb la funció de l'accent "normal" de les llengües que no tenen to lèxic, com el català. Aquesta pujada culmina a la síl·laba final d'un sintagma accentual, mentre que la caiguda de final d'enunciat, molt comuna a la majoria de llengües, és, o bé molt petita, o bé inexistent.
Hi ha una variació significativa a l'accent d'altura entre els diferents dialectes; així doncs, a la major part de Noruega occidental i septentrional (els anomenats "dialectes de to alt"), l'accent 1 cau, mentre que l'accent 2 puja a la primera síl·laba i cau a la segona, o a la proximitat del límit sil·làbic. Els accents d'altura (així com el peculiar accent sintagmàtic dels dialectes de to baix) atorguen al noruec un so com de cant, que permet distingir-lo fàcilment d'altres llengües. És interessant notar que l'accent 1 normalment apareix a paraules que eren monosil·làbiques en el nòrdic antic, i l'accent 2 en paraules polisil·làbiques.

## Llengua escrita

### Alfabet
L'alfabet noruec té 29 lletres:
| A | B | C | D | E | F | G | H | I | J | K | L | M | N | O | P | Q | R | S | T | U | V | W | X | Y | Z | Æ | Ø | Å |
| a | b | c | d | e | f | g | h | i | j | k | l | m | n | o | p | q | r | s | t | u | v | w | x | y | z | æ | ø | å |

Les lletres c, q, w, x i z només es fan servir en manlleus lingüístics. Algunes persones escriuen llurs cognoms noruecs fent ús d'aquestes lletres.
Algunes de les lletres accepten l'ús de diacritics: é, è, ê, ó, ò â i ô. En nynorsk també es fan servir ocasionalment ì, ù i ỳ. Els diacrítics no són obligatoris, però en certs casos permeten distingir entre diferents significats d'una paraula, per exemple: for (per a), fór (verb anar en passat), fòr (solc) i fôr (forratge). Els manlleus poden portar d'altres diacrítics, principalment: ü, á i à.

### Bokmål i nynorsk
Com succeeix en altres països europeus, Noruega té un "comitè d'assessors" (Språkrådet, Consell Lingüístic noruec), que determina, amb el vistiplau del ministeri de cultura, l'ortografia, gramàtica i vocabulari oficials de la llengua noruega.
Tant el nynorsk com el bokmål tenen una gran varietat de formes opcionals. El bokmål que fa servir les formes més properes al riksmål es coneix com a "moderat" o "conservador", depenent del punt de vista, mentre que el bokmål que fa ús de formes més properes al nynorsk es coneix com a "radical". El nynorsk també té formes més properes al landsmål original i formes més properes al bokmål.

### Riksmål
Els que s'oposaven a les reformes ortogràfiques que intentaven apropar el bokmål al nynorsk segueixen emprant el nom riksmål i fan servir l'ortografia i gramàtica anteriors al moviment del samnorsk. El riksmål i les versions conservadores del bokmål han estat l'estàndard de facto per a la llengua escrita de Noruega durant la major part del segle xx, essent emprades als grans diaris, a les enciclopèdies i en gran part de la tradició literària. A més de ser la forma que fa servir una gran part de la població d'Oslo, de les zones properes a la capital i d'altres nuclis urbans. Des de les reformes del 1981 i el 2003 (en vigor des del 2005), el bokmål oficial pot adaptar-se fins a ser pràcticament idèntic al riksmål modern. Les diferències entre riksmål i bokmål podrien comparar-se amb les diferències entre l'anglès britànic i l'americà.
L'Acadèmia noruega regula l'ús del riksmål, bo i determinant el que es considera ortografia, gramàtica i lèxic acceptables.

### Høgnorsk
Hi ha també una forma no oficial de nynorsk, anomenada "høgnorsk", que rebutja les reformes posteriors al 1917 i, per tant, és més propera al landsmål original d'Ivar Aasen. La Unió d'Ivar Aasen promociona l'ús del høgnorsk, però fins ara la seva difusió no ha estat gaire estesa.

### Ús actual

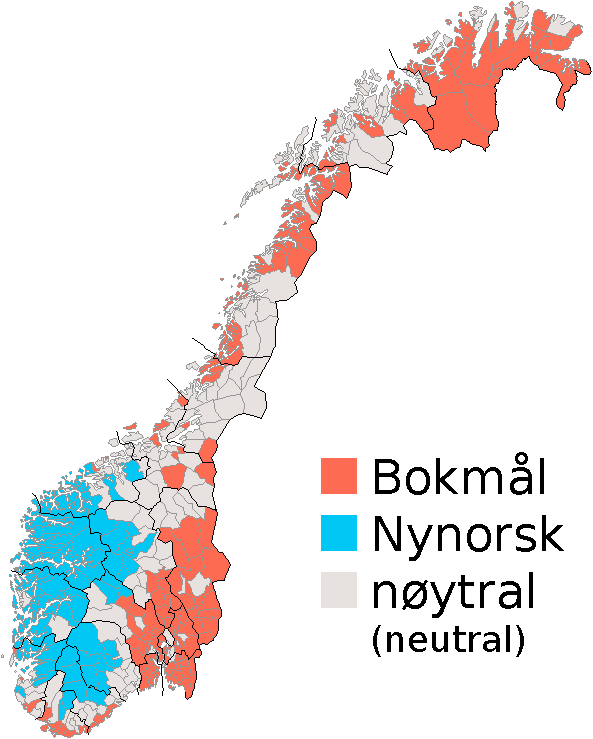
Mapa de les varietats lingüístiques oficials als municipis noruecs el 2007.

Prop del 86,2% dels alumnes de primària i secundària a Noruega fa l'ensenyament en bokmål, mentre que el 13,8% el rep en nynorsk. A partir del vuitè curs cal que els alumnes aprenguin a escriure en ambdues formes. Dels 431 municipis noruecs, 161 han exposat llur desig de comunicar-se amb les autoritats centrals en bokmål, 116 (que conformen el 12% de la població), en nynorsk, i 156 més es declaren neutres. De les 4.549 publicacions estatals de l'any 2000, el 8% foren en nynorsk i el 92% en bokmål. Els grans diaris nacionals (Aftenposten, Dagbladet i VG) es publiquen en bokmål. Alguns dels principals diaris regionals (inclosos Bergens Tidende i Stavanger Aftenblad), així com moltes revistes polítiques i diaris locals, fan servir tant el bokmål com el nynorsk.

## Dialectes
Hi ha un acord general sobre com l'àmplia gamma de diferències fa difícil estimar el nombre de dialectes noruecs. Les variacions en gramàtica, sintaxi, lèxic i pronúncia creuen les fronteres geogràfiques i poden crear dialectes diferents d'un vilatge a un altre. Els dialectes, a més a més, poden arribar en alguns casos a ser tan diferents que són inintel·ligibles per a qui no n'està familiaritzat. Molts lingüistes assenyalen una tendència cap a la regionalització dels dialectes, fet que provoca la disminució de les diferències a nivell local. Hi ha, tanmateix, un renovat interès per la preservació dels diferents dialectes.

## Exemples
A continuació es mostren algunes frases on es poden observar algunes de les diferències entre bokmål i nynorsk, comparades amb el conservador bokmål (més proper al danès), el nòrdic antic, el suec, el feroès, l'islandès (la llengua viva més propera a l'antic nòrdic) i d'altres llengües germàniques modernes.
| Idioma       | Frase                  | Frase              | Frase                         | Frase                                            |
| Idioma       | Vinc de Noruega        | Com es diu?        | Això és un cavall             | L'arc de Sant Martí té molts colors              |
| ------------ | ---------------------- | ------------------ | ----------------------------- | ------------------------------------------------ |
| Bokmål       | Jeg kommer fra Norge   | Hva heter han?     | Dette er en hest              | Regnbuen har mange farger                        |
| Riksmål      | Jeg kommer fra Norge   | Hva heter han?     | Dette er en hest              | Regnbuen har mange farver                        |
| Danès        | Jeg kommer fra Norge   | Hvad hedder han?   | Dette er en hest              | Regnbuen har mange farver                        |
| Nynorsk      | Eg kjem frå Noreg      | Kva heiter han?    | Dette er ein hest             | Regnbogen har mange fargar                       |
| Høgnorsk     | Eg kjem frå Noreg      | Kva heiter han?    | Dette er ein hest             | Regnbogen hev mange fargar Regnbogen er manglìta |
| Nòrdic antic | Ek kem frá Noregi      | Hvat heitir hann?  | Þetta er hross/hestr          | Regnboginn er marglitr                           |
| Islandès     | Ég kem frá Noregi      | Hvað heitir hann?  | Þetta er hross/hestur         | Regnboginn er marglitur                          |
| Suec         | Jag kommer från Norge  | Vad heter han?     | Detta är en häst              | Regnbågen har många färger                       |
| Feroès       | Eg eri úr Noregi       | Hvussu eitur hann? | Hetta er eitt ross/ein hestur | Ælabogin hevur nógvar litir                      |
| Alemany      | Ich komme aus Norwegen | Wie heißt er?      | Das ist ein Hengst/Roß/Pferd  | Der Regenbogen hat viele Farben                  |
| Neerlandès   | Ik kom uit Noorwegen   | Hoe heet hij?      | Dit is een paard              | De regenboog heeft veel kleuren                  |
| Afrikaans    | Ek kom van Noorweë     | Wat is sy naam?    | Dit is 'n perd                | Die reënboog het baie kleure                     |
| Anglès       | I come from Norway     | What is his name?  | This is a horse               | The rainbow has many colours                     |

## Morfologia

### Substantius
Els substantius en noruec es flexionen o declinen en determinació (determinat/indeterminat) i en nombre. En alguns dialectes, els noms determinats es declinen també en casos (nominatiu/datiu).
Com a la majoria de les llengües indoeuropees, els substantius es classifiquen per gènere, el que obliga a la concordança amb adjectius i determinants. Els dialectes noruecs tenen tres gèneres: masculí, femení i neutre, tret del dialecte de Bergen, que només en té dos: comú i neutre. El bokmål i l'Standard Østnorsk tradicionalment consten de dos gèneres, com en danès (i com al dialecte de Bergen), però les varietats anomenades "radicals" en tenen tres. Actualment el model de dos gèneres ha estat en gran part substituït pel de tres a l'Standard Østnorsk parlat, però de vegades es manté al bokmål "conservador".
| Singular     | Singular   | Plural       | Plural     |
| Indeterminat | Determinat | Indeterminat | Determinat |
| ------------ | ---------- | ------------ | ---------- |
| en båt       | båten      | båter        | båtene     |

La declinació dels substantius regulars depèn del gènere. Alguns dialectes i varietats de nynorsk amplien la declinació prenent en consideració els neutres i femenins febles i forts.
| m. | en gutt (un nen)      | gutten (el nen)       | gutter (nens)  | guttene (els nens)      |
| f. | ei/en dør (una porta) | døra/døren (la porta) | dører (portes) | dørene (les portes)     |
| f. | ei/en sol (un sol)    | sola/solen (el sol)   | soler (sols)   | solene (els sols)       |
| n. | et hus (una casa)     | huset (la casa)       | hus (cases)    | husene/husa (les cases) |
| n. | et hjerte (un cor)    | hjertet (el cor)      | hjerter (cors) | hjertene (els cors)     |

A data d'1 de juliol del 2005 està permès escriure tots els mots femenins com a masculins:
| m. | ein gut (un nen)                | guten (el nen)          | gutar (nens)                | gutane (els nens)                 |
| f. | ei sol (un sol)                 | sola/soli (el sol)      | soler (sols)                | solene (els sols)                 |
| f. | ei kyrkje/kyrkja (una església) | kyrkja (l'església)     | kyrkjer/kyrkjor (esglésies) | kyrkjene/kyrkjone (les esglésies) |
| n. | eit hus (una casa)              | huset (la casa)         | hus (cases)                 | husa/husi (les cases)             |
| n. | eit hjarta/hjarte (un cor)      | hjarta/hjartet (el cor) | hjarto/hjarte (cors)        | hjarto/hjarta (els cors)          |

### Adjectius
Els adjectius noruecs tenen dos paradigmes flexius. La flexió dèbil s'aplica quan l'argument és definit; la flexió forta, quan l'argument és indefinit. En ambdós paradigmes, l'adjectiu es declina en grau (positiu, comparatiu, superlatiu). Els adjectius forts en grau positiu es declinen a més a més en gènere i nombre, tot concordant amb l'argument. En alguns dialectes del sud-oest, els adjectius dèbils en grau positiu també es declinen en gènere i nombre, amb una forma per al femení i el plural i una altra per al msculí i el neutre.
| Positiu | Comparatiu | Superlatiu |
| ------- | ---------- | ---------- |
| grønne  | grønnere   | grønneste  |

| Positiu | Positiu | Positiu | Positiu | Comparatiu | Superlatiu |
| Masculí | Femení  | Neutre  | Plural  | Comparatiu | Superlatiu |
| ------- | ------- | ------- | ------- | ---------- | ---------- |
| grønn   | grønn   | grønt   | grønne  | grønnere   | grønnest   |

### Verbs
Els verbs finits noruecs es conjuguen en mode: indicatiu, imperatiu i subjuntiu. El mode subjuntiu es limita només a uns pocs verbs. Els verbs en indicatiu es conjuguen en temps (present, passat). En bokmål i Standard Østnorsk, el present també té una forma passiva. En alguns dialectes, els verbs en indicatiu també es conjuguen d'acord amb el nombre. La conjugació d'acord al gènere ja no existeix en noruec.
Hi ha quatre formes verbals no finites: infinitiu, infinitiu passiu i les dues formes de participi: perfectiu o passat i imperfectiu o present.
Els participis són adjectius verbals. El participi imperfectiu no es declina, però el perfectiu es declina en gènere (no en bokmål ni en Standard Østnorsk) i en nombre, com els adjectius forts en grau positiu. La forma definida del participi és igual que la forma plural.
Així com succeeix en altres llengües germàniques, els verbs noruecs poden ser o bé forts o bé dèbils.
| Finit     | Finit     | Finit     | Finit     | No finit            | No finit            | No finit                       | No finit                       | No finit                       | No finit                       | No finit                       |
| Indicatiu | Indicatiu | Subjuntiu | Imperatiu | Substantius verbals | Substantius verbals | Adjectius verbals (Participis) | Adjectius verbals (Participis) | Adjectius verbals (Participis) | Adjectius verbals (Participis) | Adjectius verbals (Participis) |
| Present   | Passat    | Subjuntiu | Imperatiu | Infinitiu           | Infinitiu           | Imperfectiu                    | Perfectiu                      | Perfectiu                      | Perfectiu                      | Perfectiu                      |
| Present   | Passat    | Subjuntiu | Imperatiu | Activa              | Passiva             | Imperfectiu                    | Masculí                        | Femení                         | Neutre                         | Plural/Def.                    |
| --------- | --------- | --------- | --------- | ------------------- | ------------------- | ------------------------------ | ------------------------------ | ------------------------------ | ------------------------------ | ------------------------------ |
| lever     | levde     | leve      | lev       | leva                | levast              | levande                        | levd                           | levd                           | levt                           | levde                          |

| Finit     | Finit     | Finit        | Finit     | Finit     | No finit            | No finit            | No finit                      | No finit                      | No finit                      |
| Indicatiu | Indicatiu | Indicatiu    | Subjuntiu | Imperatiu | Substantius verbals | Substantius verbals | Adjetius verbals (Participis) | Adjetius verbals (Participis) | Adjetius verbals (Participis) |
| Present   | Present   | Passat       | Subjuntiu | Imperatiu | Infinitiu           | Infinitiu           | Imperfectiu                   | Perfectiu                     | Perfectiu                     |
| Activa    | Passiva   | Passat       | Subjuntiu | Imperatiu | Activa              | Passiva             | Imperfectiu                   | Singular                      | Plural/Def.                   |
| --------- | --------- | ------------ | --------- | --------- | ------------------- | ------------------- | ----------------------------- | ----------------------------- | ----------------------------- |
| lever     | leves     | levde/ levet | leve      | lev       | leve                | leves               | levende                       | levd                          | levde/ levet                  |

### Pronoms
Els pronoms personals en noruec es declinen en casos: nominatiu i acusatiu. Alguns dialectes han preservat el cas datiu en substantius i també compten amb un cas datiu en lloc d'acusatiu en els pronoms personals, mentre que altres dialectes tenen l'acusatiu en els pronoms i el datiu als substantius.
En la gramàtica noruega més detallada que existeix, la Norsk referansegrammatikk, la categorització dels pronoms personals segons persona, gènere i nombre no es considera flexió. Com succeeix amb els substantius, els adjectius han de concordar en gènere i nombre amb llurs arguments pronominals.
Hi ha també pronoms que no tenen flexió.
Els anomenats pronoms possessius, demostratius i relatius no es consideren pronoms.
Els pronoms conformen una classe tancada. Això significa que normalment no es poden afegir nous elements a aquesta classe.
| Nominatiu | Acusatiu | Equivalent en català    |
| --------- | -------- | ----------------------- |
| jeg       | meg      | jo, em (me)             |
| du        | deg      | tu, et (te)             |
| han       | ham/han  | ell, el (lo), li        |
| hun       | henne    | ella, la, li            |
| den       | den      | allò (masculí, femení)  |
| det       | det      | allò, ho (neutre)       |
| vi        | oss      | nosaltres, ens (nos)    |
| dere      | dere     | vós, us (vos)           |
| de        | dem      | ells/es, els (los), les |

| Nominatiu | Acusatiu  | Equivalent en català              |
| --------- | --------- | --------------------------------- |
| eg        | meg       | jo, em (me)                       |
| du        | deg       | tu, et (te)                       |
| han       | han/honom | ell, el (lo), li o allò (masculí) |
| ho        | ho/henne  | ella, la, li o allò (femení)      |
| det       | det       | allò, ho (neutre)                 |
| me/vi     | oss       | nosaltres, ens (nos)              |
| de        | dykk      | vós, us (vos)                     |
| dei       | dei       | ells/es, els (los), les           |

En bokmål té dues sèries de pronoms de 3a persona: han i hun, que fan referència a individus masculins i femenins respectivament, i den i det, que fan referència a substantius inanimats o impersonals, de gènere masculí/femení o neutre respectivament. En canvi, en nynors, i en la majoria dels dialectes s'empra la mateixa sèrie de pronoms (han (m.), ho (f.) i det (n.)) per a referències tant personals com impersonals. Det té també usos expletius i catafòrics com passa en anglès, per exemple: it rains i it was known by everyone (that) he had travelled the world.

### Determinants
La classe tancada de determinants noruecs es declina en gènere i nombre, bo i concordant amb llur argument. No tots els determinants es declinen.
| Masculí | Femení | Neutre | Plural |
| ------- | ------ | ------ | ------ |
| eigen   | eiga   | eige   | eigne  |

### Classes de partícules
El noruec té cinc classes tancades sense flexió, ço és, categories lèxiques amb funció gramatical i un nombre finit de membres que no poden ésser distingits mitjançant criteris morfològics. Es tracta de les interjeccions, conjuncions, subjuncions, preposicions i adverbis. La inclusió dels adverbis requereix que els adverbis tradicionals que es flexionen en grau es classifiquin com a adjectius, com es fa de vegades.

### Paraules compostes
En les paraules compostes en noruec, el nucli, ço és, la part que determina la classe a què pertany la nova paraula composta, és l'última part. Només la primera part té l'accent principal. Per exemple, el compost hodetelefoner (auriculars) té l'accent principal a la primera síl·laba i és un substantiu (un tipus de telèfon).
Les paraules compostes s'escriuen juntes en noruec (sovint tot afegint-los una s o una e entre les paraules), i això fa que apareguin paraules força llargues, per exemple: sannsynlighetsmaksimeringsestimator (estimador de màxima semblança) o menneskerettighetsorganisasjoner (originàriament una combinació de "tribunal suprem" i el títol actual, justificar) o la traducció de Somni d'una nit d'estiu: En midtsommernattsdrøm.
Si no s'escriuen juntes, cada component es llegeix amb accent principal i el significat del compost es perd: això succeeix de vegades, i dona lloc sovint a resultats humorístics. En lloc d'escriure, per exemple, lammekoteletter (llonzes de xai), algú pot escriure lamme koteletter (llonzes estúpides o paralitzades). El missatge original pot àdhuc acabar tergiversat, com quan røykfritt (no fumar, literalment: lliure de fum) es converteix en røyk fritt (fumar lliurement).

## Lèxic
La major part del lèxic modern del noruec es remunta al nòrdic antic. La font més important de manlleus és el mig baix alemany, que tingué una enorme influència en el repertori lèxic del noruec des de la Baixa Edat Mitjana en endavant i que àdhuc va influir en les estructures gramaticals, com les construccions en genitiu. Actualment, la major font de manlleus és l'anglès, com per exemple: rapper, e-mail, catering, juice o bag (originàriament una paraula del nòrdic antic agafada en manlleu en anglès). Tot i això, es considera que el noruec ha patit una menor influència de l'anglès que, per exemple, el suec o, especialment, el danès.
Alguns manlleus canvien llur ortografia per reflectir les normes de pronunciació noruegues, però, en general, la versió norueguitzada d'aquestes paraules sol necessitar molt de temps per ésser assimilada. Per exemple, sjåfør (del francès chauffeur, xofer) i revansj (del francès revanche, revenja) encara són avui dia les formes més comunes, però juice s'empra més que jus, catering més que keitering, service més que sørvis, etc.